# Artouste
|  | Aquest article tracta sobre el turbohèlix. Vegeu-ne altres significats a «Llac d'Artouste». |

El nom Artouste és el nom que d'un Turbohèlix francès de la casa Turbomeca, fabricat per ENMASA, que equipava a uns helicòpters, fabricat a Espanya, per l'empresa Aerotècnia.

## Història
Es va adquirir llicència de fabricació per equipar als helicòpters d'Aerotécnia AC-13/AC-14.
Aquest motor es va dissenyar a França i el va produir Turbomeca entre els anys 1950 i 1979, i equipava principalment als helicòpters SA313B Alouette II.